# Princess Tower
Der Princess Tower ist ein Wolkenkratzer in Dubai (Vereinigte Arabische Emirate).
Das Gebäude ist 414 Meter hoch und verfügt über 101 Etagen (sechs weitere unterirdisch). Gebaut wurde der Turm von TAMEER. Der Bau begann 2005, die Fertigstellung war ursprünglich für 2009 geplant und später auf Juli 2012 verschoben. Bis März 2011 waren die 101 Stockwerke im Rohbau errichtet, im Januar 2012 wurde die Krone errichtet und so die Endhöhe erreicht. Dieser Dachaufbau ist im Rohbau aus Stahl errichtet, während der restliche Baukörper aus einer Stahlbetonkonstruktion besteht. Im Juli 2012 wurde das Bauwerk planmäßig eröffnet. Derzeit (Stand 2019) ist der Turm somit das dritthöchste Gebäude Dubais. Seit dem Richtfest im Januar 2012 war der Princess Tower auch das höchste Wohngebäude der Welt, seine Höhe wurde jedoch 2014 durch den Bau des Wolkenkratzers 432 Park Avenue in New York City übertroffen.
Der Turm steht in erster Reihe am Jumeirah Beach am östlichen Ende der Dubai Marina mit Blick auf die künstliche Insel Palm Jumeirah und das Burj al Arab.
Er beherbergt zwischen einer und elf Wohneinheiten pro Stockwerk, insgesamt 763 Einheiten; bei Vollbelegung können hier rund 3000 Menschen wohnen. Die meisten Wohnungen verfügen über einen oder mehrere Balkone. Es gibt einen Pool, Fitness Center, Sauna, eine Kindertagesstätte, ein internes Parkhaus, Einzelhandel und Boutiquen im Erdgeschoss und ein Spiel-Center in einem der obersten Stockwerke. Die gesamte Nutzfläche im Gebäude beträgt etwas mehr als 171.000 Quadratmeter. Im Gebäudekern verkehren 13 Aufzüge, die Geschwindigkeiten von sechs Metern pro Sekunde erreichen.